# Liga Mistrzyń siatkarek (2000/2001)
Liga Mistrzyń 2001 – 1. sezon Ligi Mistrzyń rozgrywanej od 2001 roku, organizowanego przez Europejską Konfederację Piłki Siatkowej (CEV) w ramach europejskich pucharów dla żeńskich klubowych zespołów siatkarskich "starego kontynentu".

## Drużyny uczestniczące
- Urałoczka Jekaterynburg
- Günes Vakifbank Stambuł
- ŽOK Rijeka
- Rapid Bukareszt
- Volley Modena
- Tenerife Marichal
- Schweriner SC
- Universitatea Amici Bacău
- Eczacıbaşı Stambuł
- USC Münster
- Universidad Granada
- Panathinaikos Ateny
- Caposud Reggio Calabria
- RC Cannes
- Nafta-Gaz Piła
- Filathlitikos Saloniki

## Rozgrywki

### Faza grupowa
awans do ćwierćfinałów

#### Grupa A
Tabela
| Lp. | Drużyna                 | Pkt | Mecze | Mecze | Mecze | Sety | Sety | Sety  | Małe punkty | Małe punkty | Małe punkty |
| Lp. | Drużyna                 | Pkt | M     | W     | P     | wyg. | prz. | ratio | zdob.       | str.        | ratio       |
| --- | ----------------------- | --- | ----- | ----- | ----- | ---- | ---- | ----- | ----------- | ----------- | ----------- |
| 1   | Urałoczka Jekaterynburg | 12  | 6     | 6     | 0     | 18   | 2    | 9.000 | 495         | 349         | 1.418       |
| 2   | Günes Vakifbank Stambuł | 10  | 6     | 4     | 2     | 14   | 7    | 2.000 | 487         | 411         | 1.185       |
| 3   | ŽOK Rijeka              | 8   | 6     | 2     | 4     | 6    | 15   | 0.400 | 390         | 480         | 0.813       |
| 4   | Rapid Bukareszt         | 6   | 6     | 0     | 6     | 4    | 18   | 0.222 | 391         | 523         | 0.748       |

Źródło: cev.lu
Zasady ustalania kolejności: 1. liczba zdobytych punktów; 2. wyższy stosunek setów; 3. wyższy stosunek małych punktów.
Punktacja: zwycięstwo – 2 pkt; porażka – 1 pkt
Wyniki
| Data       | Drużyna 1               | Wynik | Drużyna 2               | Sety                              |
| ---------- | ----------------------- | ----- | ----------------------- | --------------------------------- |
| 06.12.2000 | Rapid Bukareszt         | 0:3   | Günes Vakifbank Stambuł | 22:25, 17:25, 19:25               |
| 06.12.2000 | Urałoczka Jekaterynburg | 3:0   | ŽOK Rijeka              | 25:17, 25:15, 25:17               |
|            |                         |       |                         |                                   |
| 13.12.2000 | Günes Vakifbank Stambuł | 1:3   | Urałoczka Jekaterynburg | 25:22, 22:25, 21:25, 18:25        |
| 12.12.2000 | ŽOK Rijeka              | 3:2   | Rapid Bukareszt         | 23:25, 25:22, 17:25, 25:19, 15:10 |
|            |                         |       |                         |                                   |
| 19.12.2000 | Rapid Bukareszt         | 0:3   | Urałoczka Jekaterynburg | 13:25, 18:25, 16:25               |
| 20.12.2000 | Günes Vakifbank Stambuł | 3:0   | ŽOK Rijeka              | 25:13, 25:12, 25:15               |
|            |                         |       |                         |                                   |
| 10.01.2001 | ŽOK Rijeka              | 0:3   | Günes Vakifbank Stambuł | 11:25, 15:25, 26:28               |
| 10.01.2001 | Urałoczka Jekaterynburg | 3:0   | Rapid Bukareszt         | 25:9, 25:15, 25:19                |
|            |                         |       |                         |                                   |
| 17.01.2001 | Rapid Bukareszt         | 1:3   | ŽOK Rijeka              | 13:25, 25:22, 22:25, 16:25        |
| 17.01.2001 | Urałoczka Jekaterynburg | 3:1   | Günes Vakifbank Stambuł | 23:25, 25:16, 25:19, 25:17        |
|            |                         |       |                         |                                   |
| 23.01.2001 | Günes Vakifbank Stambuł | 3:1   | Rapid Bukareszt         | 25:16, 25:10, 21:25, 25:15        |
| 23.01.2001 | ŽOK Rijeka              | 0:3   | Urałoczka Jekaterynburg | 17:25, 16:25, 14:25               |

#### Grupa B
Tabela
| Lp. | Drużyna                   | Pkt | Mecze | Mecze | Mecze | Sety | Sety | Sety  | Małe punkty | Małe punkty | Małe punkty |
| Lp. | Drużyna                   | Pkt | M     | W     | P     | wyg. | prz. | ratio | zdob.       | str.        | ratio       |
| --- | ------------------------- | --- | ----- | ----- | ----- | ---- | ---- | ----- | ----------- | ----------- | ----------- |
| 1   | Volley Modena             | 12  | 6     | 6     | 0     | 18   | 4    | 4.500 | 537         | 418         | 1.285       |
| 2   | Tenerife Marichal         | 9   | 6     | 3     | 3     | 11   | 10   | 1.100 | 475         | 467         | 1.017       |
| 3   | Schweriner SC             | 8   | 6     | 2     | 4     | 9    | 14   | 0.643 | 495         | 545         | 0.908       |
| 4   | Universitatea Amici Bacău | 7   | 6     | 1     | 5     | 5    | 15   | 0.333 | 407         | 484         | 0.841       |

Źródło: cev.lu
Zasady ustalania kolejności: 1. liczba zdobytych punktów; 2. wyższy stosunek setów; 3. wyższy stosunek małych punktów.
Punktacja: zwycięstwo – 2 pkt; porażka – 1 pkt
Wyniki
| Data       | Drużyna 1                 | Wynik | Drużyna 2                 | Sety                       |
| ---------- | ------------------------- | ----- | ------------------------- | -------------------------- |
| 05.12.2000 | Tenerife Marichal         | 3:0   | Universitatea Amici Bacău | 25:23, 25:20, 25:19        |
| 07.12.2000 | Schweriner SC             | 1:3   | Volley Modena             | 19:25, 25:19, 23:25, 19:25 |
|            |                           |       |                           |                            |
| 14.12.2000 | Universitatea Amici Bacău | 3:0   | Schweriner SC             | 25:20, 30:28, 25:20        |
| 14.12.2000 | Volley Modena             | 3:0   | Tenerife Marichal         | 25:14, 25:22, 26:24        |
|            |                           |       |                           |                            |
| 19.12.2000 | Volley Modena             | 3:0   | Universitatea Amici Bacău | 25:14, 25:21, 25:7         |
| 20.12.2000 | Schweriner SC             | 3:1   | Tenerife Marichal         | 25:21, 15:25, 25:19, 30:28 |
|            |                           |       |                           |                            |
| 10.01.2001 | Universitatea Amici Bacău | 1:3   | Volley Modena             | 20:25, 25:22, 20:25, 19:25 |
| 10.01.2001 | Tenerife Marichal         | 3:1   | Schweriner SC             | 25:20, 22:25, 25:16, 25:20 |
|            |                           |       |                           |                            |
| 17.01.2001 | Schweriner SC             | 3:1   | Universitatea Amici Bacău | 25:21, 19:25, 25:22, 25:15 |
| 17.01.2001 | Tenerife Marichal         | 1:3   | Volley Modena             | 25:22, 12:25, 15:25, 23:25 |
|            |                           |       |                           |                            |
| 23.01.2001 | Universitatea Amici Bacău | 0:3   | Tenerife Marichal         | 22:25, 19:25, 15:25        |
| 23.01.2001 | Volley Modena             | 3:1   | Schweriner SC             | 25:20, 23:25, 25:10, 25:16 |

#### Grupa C
Tabela
| Lp. | Drużyna             | Pkt | Mecze | Mecze | Mecze | Sety | Sety | Sety  | Małe punkty | Małe punkty | Małe punkty |
| Lp. | Drużyna             | Pkt | M     | W     | P     | wyg. | prz. | ratio | zdob.       | str.        | ratio       |
| --- | ------------------- | --- | ----- | ----- | ----- | ---- | ---- | ----- | ----------- | ----------- | ----------- |
| 1   | Eczacıbaşı Stambuł  | 12  | 6     | 6     | 0     | 18   | 3    | 6.000 | 514         | 396         | 1.298       |
| 2   | USC Münster         | 9   | 6     | 3     | 3     | 13   | 10   | 1.300 | 510         | 498         | 1.024       |
| 3   | Universidad Granada | 8   | 6     | 2     | 4     | 7    | 16   | 0.438 | 441         | 526         | 0.838       |
| 4   | Panathinaikos Ateny | 7   | 6     | 1     | 5     | 6    | 15   | 0.400 | 419         | 464         | 0.903       |

Źródło: cev.lu
Zasady ustalania kolejności: 1. liczba zdobytych punktów; 2. wyższy stosunek setów; 3. wyższy stosunek małych punktów.
Punktacja: zwycięstwo – 2 pkt; porażka – 1 pkt
Wyniki
| Data       | Drużyna 1           | Wynik | Drużyna 2           | Sety                              |
| ---------- | ------------------- | ----- | ------------------- | --------------------------------- |
| 06.12.2000 | Panathinaikos Ateny | 3:0   | Universidad Granada | 25:12, 25:18, 25:17               |
| 06.12.2000 | Eczacıbaşı Stambuł  | 3:1   | USC Münster         | 21:25, 25:15, 25:20, 25:17        |
|            |                     |       |                     |                                   |
| 12.12.2000 | USC Münster         | 3:0   | Panathinaikos Ateny | 25:17, 25:16, 25:17               |
| 12.12.2000 | Universidad Granada | 0:3   | Eczacıbaşı Stambuł  | 15:25, 14:25, 20:25               |
|            |                     |       |                     |                                   |
| 19.12.2000 | Panathinaikos Ateny | 0:3   | Eczacıbaşı Stambuł  | 17:25, 23:25, 20:25               |
| 19.12.2000 | Universidad Granada | 1:3   | USC Münster         | 30:28, 16:25, 19:25, 22:25        |
|            |                     |       |                     |                                   |
| 09.01.2001 | USC Münster         | 2:3   | Universidad Granada | 17:25, 25:20, 25:21, 16:25, 13:15 |
| 10.01.2001 | Eczacıbaşı Stambuł  | 3:1   | Panathinaikos Ateny | 25:13, 25:12, 21:25, 25:20        |
|            |                     |       |                     |                                   |
| 17.01.2001 | Eczacıbaşı Stambuł  | 3:0   | Universidad Granada | 25:22, 25:16, 25:18               |
| 17.01.2001 | Panathinaikos Ateny | 0:3   | USC Münster         | 20:25, 23:25, 19:25               |
|            |                     |       |                     |                                   |
| 23.01.2001 | USC Münster         | 1:3   | Eczacıbaşı Stambuł  | 25:22, 22:25, 16:25, 21:25        |
| 23.01.2001 | Universidad Granada | 3:2   | Panathinaikos Ateny | 19:25, 25:23, 25:19, 12:25, 15:10 |

#### Grupa D
Tabela
| Lp. | Drużyna                 | Pkt | Mecze | Mecze | Mecze | Sety | Sety | Sety  | Małe punkty | Małe punkty | Małe punkty |
| Lp. | Drużyna                 | Pkt | M     | W     | P     | wyg. | prz. | ratio | zdob.       | str.        | ratio       |
| --- | ----------------------- | --- | ----- | ----- | ----- | ---- | ---- | ----- | ----------- | ----------- | ----------- |
| 1   | Caposud Reggio Calabria | 12  | 6     | 6     | 0     | 18   | 3    | 6.000 | 513         | 408         | 1.257       |
| 2   | RC Cannes               | 9   | 6     | 3     | 3     | 10   | 9    | 1.111 | 438         | 434         | 1.009       |
| 3   | Nafta-Gaz Piła          | 8   | 6     | 2     | 4     | 8    | 13   | 0.615 | 449         | 473         | 0.949       |
| 4   | Filathlitikos Saloniki  | 7   | 6     | 1     | 5     | 4    | 15   | 0.267 | 371         | 456         | 0.814       |

Źródło: cev.lu
Zasady ustalania kolejności: 1. liczba zdobytych punktów; 2. wyższy stosunek setów; 3. wyższy stosunek małych punktów.
Punktacja: zwycięstwo – 2 pkt; porażka – 1 pkt
Wyniki
| Data       | Drużyna 1               | Wynik | Drużyna 2               | Sety                              |
| ---------- | ----------------------- | ----- | ----------------------- | --------------------------------- |
| 05.12.2000 | RC Cannes               | 3:0   | Nafta-Gaz Piła          | 25:20, 25:21, 25:17               |
| 07.12.2000 | Caposud Reggio Calabria | 3:0   | Filathlitikos Saloniki  | 25:17, 25:16, 25:18               |
|            |                         |       |                         |                                   |
| 13.12.2000 | Filathlitikos Saloniki  | 0:3   | RC Cannes               | 21:25, 18:25, 18:25               |
| 14.12.2000 | Nafta-Gaz Piła          | 2:3   | Caposud Reggio Calabria | 25:23, 27:25, 15:25, 22:25, 11:15 |
|            |                         |       |                         |                                   |
| 19.12.2000 | RC Cannes               | 0:3   | Caposud Reggio Calabria | 21:25, 27:29, 18:25               |
| 21.12.2000 | Nafta-Gaz Piła          | 3:0   | Filathlitikos Saloniki  | 25:17, 25:15, 25:16               |
|            |                         |       |                         |                                   |
| 10.01.2001 | Filathlitikos Saloniki  | 3:0   | Nafta-Gaz Piła          | 25:20, 25:20, 25:20               |
| 10.01.2001 | Caposud Reggio Calabria | 3:0   | RC Cannes               | 25:18, 25:20, 25:22               |
|            |                         |       |                         |                                   |
| 16.01.2001 | RC Cannes               | 3:0   | Filathlitikos Saloniki  | 25:19, 25:22, 25:21               |
| 18.01.2001 | Caposud Reggio Calabria | 3:0   | Nafta-Gaz Piła          | 25:16, 25:16, 25:21               |
|            |                         |       |                         |                                   |
| 23.01.2001 | Nafta-Gaz Piła          | 3:1   | RC Cannes               | 25:11, 29:27, 23:25, 26:24        |
| 23.01.2001 | Filathlitikos Saloniki  | 1:3   | Caposud Reggio Calabria | 25:21, 16:25, 18:25, 19:25        |

### Ćwierćfinały
| Data       | Drużyna 1         | Wynik | Drużyna 2               | Sety                              |
| ---------- | ----------------- | ----- | ----------------------- | --------------------------------- |
| 15.02.2001 | USC Münster       | 0:3   | Caposud Reggio Calabria | 20:25, 16:25, 15:25               |
| 21.02.2001 | USC Münster       | 3:2   | Caposud Reggio Calabria | 21:25, 25:19, 25:19, 22:25, 16:14 |
|            |                   |       |                         |                                   |
| 14.02.2001 | RC Cannes         | 3:1   | Eczacıbaşı Stambuł      | 25:21, 23:25, 25:12, 25:17        |
| 21.02.2001 | RC Cannes         | 0:3   | Eczacıbaşı Stambuł      | 20:25, 20:25, 21:25               |
|            |                   |       |                         |                                   |
| 15.02.2001 | Tenerife Marichal | 0:3   | Urałoczka Jekaterynburg | 14:25, 22:25, 22:25               |
| 22.02.2001 | Tenerife Marichal | 0:3   | Urałoczka Jekaterynburg | 16:25, 14:25, 24:26               |
|            |                   |       |                         |                                   |
| 15.02.2001 | Volley Modena     | 3:0   | Günes Vakifbank Stambuł | 25:16, 25:17, 25:18               |
| 20.02.2001 | Volley Modena     | 3:2   | Günes Vakifbank Stambuł | 20:25, 25:17, 25 27, 25:23, 15:9  |

### Turniej finałowy
Niżny Tagił

#### Półfinały
| Data       | Drużyna 1               | Wynik | Drużyna 2               | Sety                              |
| ---------- | ----------------------- | ----- | ----------------------- | --------------------------------- |
| 17.03.2001 | Caposud Reggio Calabria | 3:0   | Eczacıbaşı Stambuł      | 25:20, 25:20, 25:17               |
| 17.03.2001 | Volley Modena           | 3:2   | Urałoczka Jekaterynburg | 19:25, 27:25, 20:25, 25:21, 15:11 |

#### Mecz o 3. miejsce
| Data       | Drużyna 1               | Wynik | Drużyna 2          | Sety                       |
| ---------- | ----------------------- | ----- | ------------------ | -------------------------- |
| 18.03.2001 | Urałoczka Jekaterynburg | 3:1   | Eczacıbaşı Stambuł | 25:18, 19:25, 30:28, 25:20 |

#### Finał
| Data       | Drużyna 1     | Wynik | Drużyna 2               | Sety                |
| ---------- | ------------- | ----- | ----------------------- | ------------------- |
| 18.03.2001 | Volley Modena | 3:0   | Caposud Reggio Calabria | 25:21, 25:23, 25:19 |

## Klasyfikacja końcowa
| Miejsce | Drużyna                 |
| ------- | ----------------------- |
| złoto   | Volley Modena           |
| srebro  | Caposud Reggio Calabria |
| brąz    | Urałoczka Jekaterynburg |
| 4.      | Eczacıbaşı Stambuł      |